# 23707 Chambliss
23707 Chambliss è un asteroide della fascia principale. Scoperto nel 1997, presenta un'orbita caratterizzata da un semiasse maggiore pari a 3,1245822 UA e da un'eccentricità di 0,2418604, inclinata di 16,88528° rispetto all'eclittica.
L'asteroide è dedicato all'astronomo statunitense Carlson R. Chambliss.